# Multireference configuration interaction
In chimica quantistica col termine multireference configuration interaction ci si riferisce a un metodo computazionale che consiste in una espansione dell'interazione di configurazione degli autostati dell'hamiltoniano molecolare in un insieme di determinanti di Slater che corrispondono a eccitazioni della configurazione elettronica fondamentale ma anche di alcuni stati già eccitati. I determinanti che descrivono le eccitazioni, scelti dall'operatore, sono detti determinanti di riferimento (reference determinants); i determinanti di eccitazione maggiori vengono quindi scelti dal programma secondo certe equazioni perturbative di base in accordo con una soglia stabilita dall'operatore.
Il metodo è stato originariamente sviluppato da Robert Buenker e Sigrid D. Peyerimhoff negli anni settanta col nome Multi-Reference single and Double Configuration Interaction (MRDCI).